# Hibernians FC
Hibernians Football Club (obecně známý jako Hibernians) je maltský fotbalový klub sídlící v Paole. Soutěží v Maltese Premier League, nejvyšší úrovni maltského fotbalu.

## Trofeje
- Maltská Premier League (13×)[1]
  - 1960/61, 1966/67, 1968/69, 1978/79, 1980/81, 1981/82, 1993/94, 1994/95, 2001/02, 2008/09, 2014/15, 2016/17, 2021/22
- Maltský Pohár (10×)[2]
  - 1961/62, 1969/70, 1970/71, 1979/80, 1981/82, 1997/98, 2005/06, 2006/07, 2011/12, 2012/13
- Maltský Superpohár (4×)[3]
  - 1994, 2007, 2015, 2022